# Рыльский уезд

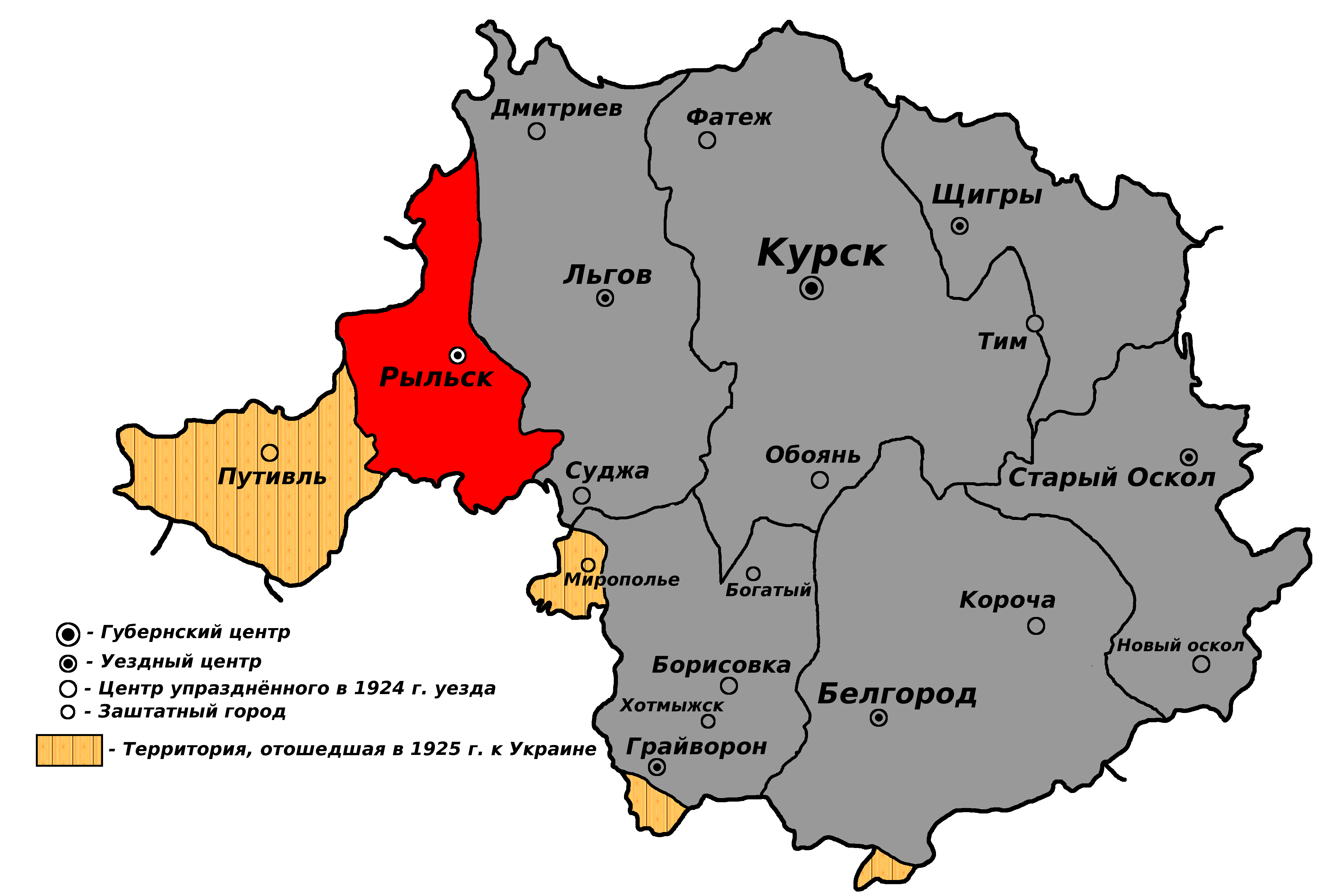
Рыльский уезд в составе Курской губернии РСФСР (1924—1928 гг.)

Ры́льский уе́зд — административно-территориальная единица Русского царства, Российской империи и РСФСР. Уезд входил в состав: Севского разряда (ок. 1660—1708), Киевской губернии (1708—1727), Белгородской губернии (1727—1779), Курского наместничества (1779—1796) и Курской губернии (1796—1928). Уездным центром был город Рыльск.

## История
Рыльский уезд известен как административно-территориальная единица с XVI века. Он являлся преемником Рыльского удельного княжества, ликвидированного Василием III в 1523 году. Центром уезда являлся город Рыльск (известен с 1152 года). В XVI—XVII веках уезд управлялся наместниками или воеводами.
В XVI веке в Рыльском уезде были испомещены казаки под предводительством Мишки Черкашенина, одного из которых звали Сила Нозрунов. В 1613 году служилым людям из разорённого Чернигова были пожалованы поместья из состава дворцовых земель Рыльского и Новгород-Северского уездов. После Деулинского перемирия, по которому Чернигов и Новгород-Северский были уступлены Речи Посполитой, в Рыльский уезд переселились служилые люди этих мест.
В 1560, 1639, 1644, 1645 и 1659 годах Рыльский уезд подвергался атакам крымцев. В 1645 году бои служилых людей с татарами происходили у Сорокиной, Городенки, Коробкина, Шустова и Плотавы. Был разорён посад Рыльска, а также селения: Берёзовка, Городенка, Льгово, Плотава, Могилевка, Капустина, Олешня, Осмолово, Киселёвка, Копыстичи, Бупел, Мухино, Шустово, Коробкино, Берёза, Кострово, Клевень, Никольское, Снижа, Киликино, Кудинцово, Трепинки, Белица и другие. В результате набега 1645 года Рыльский уезд потерял убитыми и пленными свыше 4,1 тыс. чел..
Рыльский уезд был официально упразднён в 1708 году в ходе областной реформы Петра I, город Рыльск вошел в состав Киевской губернии.
В 1719 году губернии были разделены на провинции. Был образован Рыльский дистрикт, приписанный к Севской провинции Киевской губернии.
В 1727 году из состава Киевской губернии была выделена Белгородская губерния, состоящая из Белгородской, Орловской и Севской провинций. Дистрикты были переименованы в уезды. Рыльский уезд вошёл в состав Севской провинции Белгородской губернии.
В 1779 году Белгородская губерния была разделена на Курское и Орловское наместничества. Рыльский уезд, территория которого была сокращена, вошел в состав Курского наместничества.
В 1797 году Курское наместничество было преобразовано в Курскую губернию. Уезды были укрупнены. К Рыльскому уезду была присоединена территория упразднённого Льговского уезда.
В 1802 году уезды были разукрупнены. Был восстановлен Льговский уезд, кроме того, часть территории Рыльского уезда отошла к воссозданному Дмитриевскому уезду. Вместе с тем, к Рыльскому уезду были присоединены части Суджанского и Путивльского уездов, поэтому, общая площадь (по сравнению с 1797 годом) изменилась незначительно.
C 1802 по 1918 год границы Рыльского уезда существовали без значительных изменений.
В течение 21 года рыльским уездным предводителем дворянства был Васьянов Иван Васильевич (1819—1894), он же председатель рыльской земской управы — товарищ М. Н. Каткова по университету, автор публицистических статей в «Русском вестнике».
Во время гражданской войны город Рыльск и территория Рыльского уезда неоднократно переходили от одной из воюющих сторон к другой. С августа по ноябрь 1918 года Рыльск был оккупирован германскими войсками. В августе 1919 года уезд был захвачен Добровольческой армией Деникина, а в ноябре 1919 года перешел в руки Красной Армии.
С сентября по декабрь 1919 года Рыльский уезд входил в состав Орловской губернии, затем был возвращён в Курскую.
По постановлению Президиума ВЦИК от 12 июня 1924 года в состав Рыльского уезда вошла территория Путивльского уезда, а также часть Дмитриевского уезда.
16 октября 1925 года территория бывшего Путивльского уезда (без Крупецкой волости) была исключена из Рыльского уезда и отошла к УССР.
В 1928 году, в связи с переходом с губернского на областное, окружное и районное деление, Рыльский уезд был упразднен. На территории бывших Рыльского и Льговского уездов был образован Льговский округ, вошедший в состав Центральночернозёмной области. Округ был разделен на 11 районов. В числе прочих был создан Рыльский район.

## География
В XVII веке площадь Рыльского уезда достигала 500 тыс. десятин (свыше 5400 км²). Десятая часть этой территории распахивалась. Ко времени проведения Генерального межевания площадь уезда уменьшилась до 238 тыс. десятин (≈2600 км²), пашня занимала 63 % территории.

## Население
В 1646 году в Рыльском уезде насчитывалось 1319 крестьянских дворов. В 1672 году в Рыльском уезде проживало 582 служилых человека. В 1678 году здесь насчитывалось, по разным оценкам, от 70 до 82 посадских людей мужского пола (в 29—36 дворах) и свыше 7,6 тыс. мужчин — сельских жителей (из них почти 7 тыс. крестьян в 1479 дворах). В 1700 году в Рыльском уезде проживало 242 помещика (не считая однодворцев), которым принадлежало 1079 дворов крепостных. В 1719 году число крестьян мужского пола в уезде превышало 32,8 тыс. чел., однодворцев — 6,1 тыс. чел..

## Административно-территориальное деление
Первоначально Рыльский уезд делился на волости, из которых известны: Рыльская, Огрицкая, Сницкая, Косожская, Городенская и Гаховская. К XVII веку было введено деление уезда на станы: Подгородный (вокруг Рыльска), Амонский (северная часть уезда) и Свапский (северо-восточная часть). В начале XVIII века часть Рыльского уезда была отдана в вотчину запорожскому гетману И. С. Мазепе. Среди его владений выделялись Амоновская и Ивановская волости, упоминаемые в 1706 году. Отдельные части волостей в Рыльском уезде назывались гнёздами.

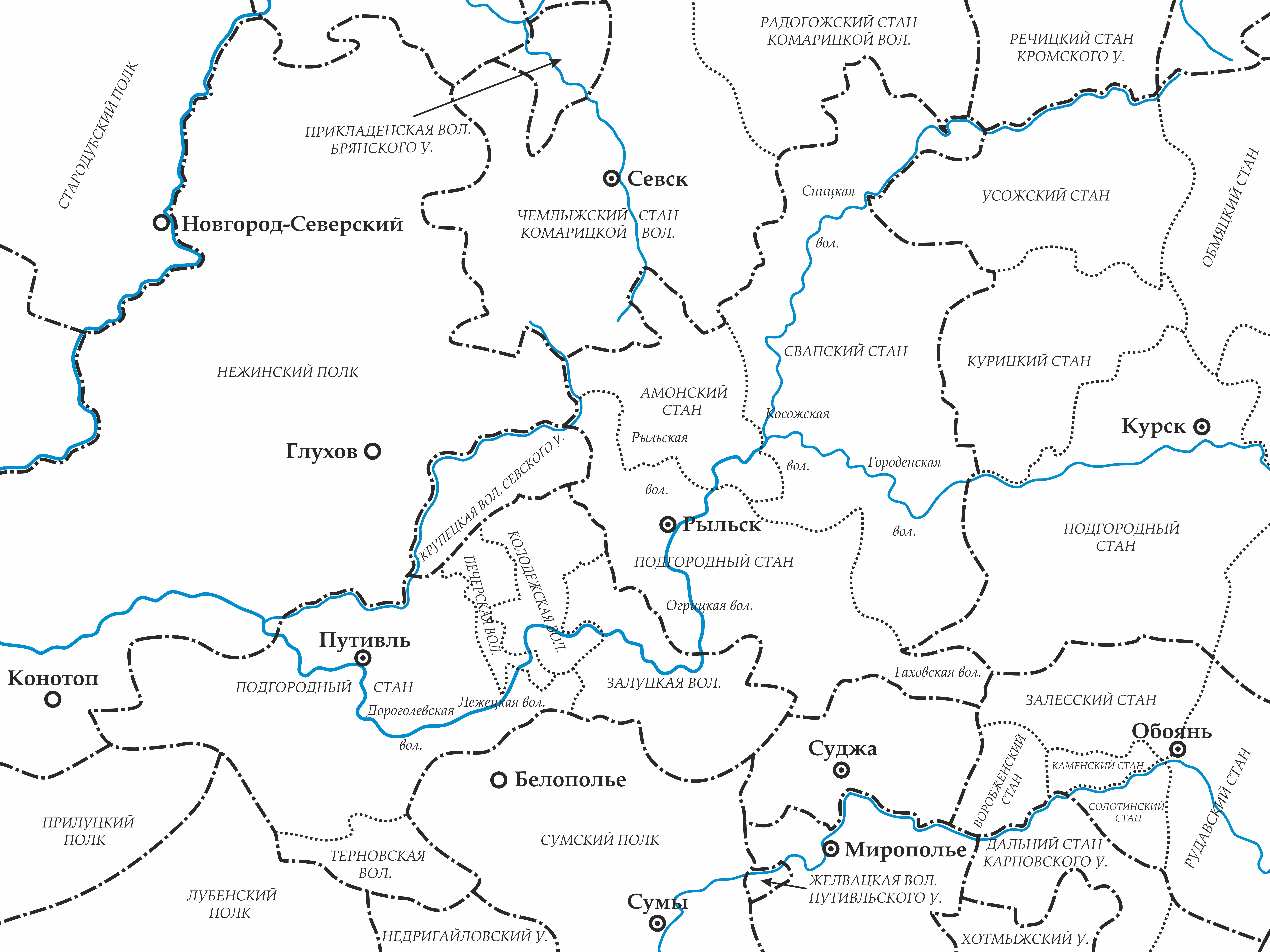
Рыльский и Путивльский уезды в XVII веке

В 1890 году в состав уезда входило 16 волостей
| № п/п | Волость         | Волостное правление | Число селений | Население |
| ----- | --------------- | ------------------- | ------------- | --------- |
| 1     | Амоньская       | с. Амонь            | 21            | 8890      |
| 2     | Благодатненская | с. Благодатное      | 13            | 9843      |
| 3     | Бобровская      | с. Боброво          | 18            | 7295      |
| 4     | Волобуевская    | с. Волобуево        | 16            | 6553      |
| 5     | Глушковская     | с. Глушково         | 2             | 9747      |
| 6     | Кобыльская      | с. Кобылки          | 4             | 7971      |
| 7     | Коровяковская   | с. Коровяковка      | 9             | 11452     |
| 8     | Костровская     | с. Кострова         | 34            | 7557      |
| 9     | Кульбакинская   | с. Кульбаки         | 8             | 8717      |
| 10    | Марковская      | с. Марково          | 10            | 6027      |
| 11    | Низовцевская    | с. Низовцево        | 25            | 6283      |
| 12    | Петровская      | с. Петровское       | 19            | 7226      |
| 13    | Снагостьская    | с. Снагость         | 7             | 10652     |
| 14    | Студенокская    | с. Студенок         | 9             | 5506      |
| 15    | Толпинская      | с. Толпино          | 9             | 6890      |
| 16    | Теткинская      | с. Тёткино          | 3             | 6188      |

По данным на 1897 год Рыльский уезд разделялся на 16 волостей и занимал площадь 259792 десятины, включая земли, находящиеся под реками и озёрами. Самой большой была Благодатенская волость, а самой маленькой — Студенокская. В Рыльский уезд входили крупные сёла: Глушково, Званное, Кобылки, Тёткино, Коренево.
Волости Рыльского уезда по состоянию на 1922 год:
1. Амонская вол.
2. Благодатенская.
3. Бобровская.
4. Бегошанская.
5. Волобуевская.
6. Глушковская.
7. Кобыльская вол.
8. Кореневская.
9. Коровяковская.
10. Костровская.
11. Кульбакинская.
12. Марковская.
13. Надейская.
14. Низовцевская.
15. Петровская.
16. Снагостьская.
17. Студеновская.
18. Сухиновская.
19. Теткинская